# ساحل سواحیلی
سواحل سواحیلی (سواحلی: Pwani ya Waswahili) یک منطقه ساحلی در شرق آفریقا است که با اقیانوس هند هم‌مرز است و قوم سواحیلی در آن ساکن هستند. این منطقه، شامل سوفالا (واقع در موزامبیک) Mombasa، Gede , Pate Island، Lamu، و Malindi (در کنیا)؛ و دارالسلام و کیلوا (در تانزانیا) نیز هست. علاوه بر این، چندین جزیره ساحلی در سواحل سواحیلی گنجانده شده‌اند، مانند زنگبار و کومور.
از نظر تاریخی، مناطقی که امروزه ساحل سواحیلی در نظر گرفته می‌شوند، در دوران یونانی-رومی، با نام آزانیا یا زینگیون و از قرن هفتم تا چهاردهم در ادبیات خاورمیانه، هند و چین، با نام زنگ یا زینج شناخته می‌شدند. کلمه «سواحیلی» در عربی به معنای مردم سواحل است و از کلمه «سواحیل» (به معنای سواحل) گرفته شده است.
مردم سواحیلی و فرهنگ آنها، با ترکیب متمایزی، از ریشه‌های آفریقایی و عربی شکل گرفته است. سواحیلی‌ها تاجر و بازرگان بودند و به راحتی از فرهنگ‌های دیگر تأثیر می‌پذیرفتند. اسناد تاریخی از جمله Periplus دریای اریتره و آثار ابن بطوطه، جامعه، فرهنگ و اقتصاد سواحل سواحیلی را در مقاطع مختلف تاریخ آن توصیف می‌کنند. ساحل سواحیلی فرهنگ، جمعیت‌شناسی، مذهب و جغرافیای متمایزی دارد.

## تاریخچه
در دوران پیش از سواحیلی، این منطقه توسط جوامع کوچک‌تری اشغال شده بود که فعالیت‌های اجتماعی-اقتصادی اصلی آنها، دامداری، ماهیگیری و کشاورزی مختلط بود. در اوایل، ساکنان سواحل سواحیلی، به دلیل کشاورزی که به لطف بارندگی منظم سالانه و دامداری حاصل می‌شد، در رفاه کاملی بودند. ساحل کم‌عمق آن، به دلیل تأمین غذاهای دریایی اهمیت داشت. از اوایل هزاره اول میلادی، تجارت بسیار مهم بود. مصب رودخانه‌های ملحق شده به آب دریا، بندرگاه‌های طبیعی ایجاد می‌کردند، در حالی که بادهای موسمی سالانه، به تجارت کمک می‌کردند. تا قرن دهم، سومالیایی‌های قومی، در امتداد ساحل شمالی سواحیلی و به ویژه در مناطق مجاور مجمع‌الجزایر لامو، ساکن شده بودند. بعدها در هزاره اول، مهاجرتی از قوم بانتو رخ داد. جوامعی که در امتداد ساحل ساکن شدند، ویژگی‌های باستان‌شناسی و زبانی مشترکی با جوامع ساکن در مناطق داخلی قاره داشتند. داده‌های باستان‌شناسی استفاده از سفال‌های کواله و اوره را هم در امتداد ساحل و هم در بخش‌های داخلی آشکار کرده است که نشان می‌دهد این مناطق، در اواخر عصر حجر و اوایل عصر آهن، شیوه زندگی مشترکی داشته‌اند.
از قدیمی‌ترین زمان‌هایی که از آنها سندی وجود دارد، کرانه‌های آفریقا از دریای سرخ، تا فاصله‌ای نامعلوم به سمت جنوب، در تحت نفوذ و سلطهٔ اعراب بود. در دوره‌های بعد، شهرهای ساحلی توسط ایرانیان و اعراب تأسیس یا فتح شدند که عمدتاً به دلیل اختلافات مذهبی آن زمان، بین قرن‌های هشتم و یازدهم به جنوب شرقی آفریقا گریختند و پناهندگان، انشعاب‌گرا بودند. بدین ترتیب، ایالت‌های کوچک مختلفی در امتداد ساحل رشد کردند. این ایالت‌ها گاهی اوقات به‌طور کلی به عنوان امپراتوری زنگی شناخته می‌شوند. با این حال، بعید است که آنها هرگز تحت یک حاکم متحد شده باشند.
به گفته برگر و همکارانش، این شیوه زندگی مشترک، حداقل در حدود قرن سیزدهم میلادی (۳۶۲) شروع به واگرایی کرد. در پی فعالیت‌های تجاری در امتداد ساحل، بازرگانان عرب غیرمسلمان، برخی از آداب و رسوم آفریقایی‌ها را مورد تمسخر قرار می‌دادند. ظاهراً این نگرش تحقیرآمیز، نخبگان آفریقایی را بر آن داشت تا ارتباط خود را با داخل کشور انکار کنند و ادعا کنند که از تبار شیرازی‌ها هستند و قبلاً به اسلام گرویده‌اند. تعاملاتی که در پی آن رخ داد، منجر به شکل‌گیری فرهنگ منحصر به فرد سواحیلی و دولت‌شهرها، به ویژه آن‌هایی که از طریق تجارت کمک می‌شدند، شد.
سلطنت کیلوا در اوج قدرت خود در قرن پانزدهم، مالک یا مدعی حاکمیت بر شهرهای سرزمین اصلی مالیندی، اینهامبانه و سوفالا و ایالت‌های جزیره‌ای مومباسا، پمبا، زنگبار، مافیا، کومورو و موزامبیک (به‌علاوه بسیاری از مکان‌های کوچک‌تر) بود.
سفر واسکو دا گاما در اطراف دماغه امید نیک به اقیانوس هند در سال ۱۴۹۸، ورود پرتغالی‌ها به تجارت، سیاست و جامعه موجود در دنیای اقیانوس هند را رقم زد. پرتغالی‌ها در اوایل قرن شانزدهم، کنترل جزیره موزامبیک و شهر بندری سوفالا را به دست گرفتند. واسکو دا گاما که در سال ۱۴۹۸ از مومباسا بازدید کرده بود، با موفقیت به هند رسید و به پرتغالی‌ها اجازه داد تا مستقیماً از طریق دریا، با خاور دور تجارت کنند و بدین ترتیب، شبکه‌های تجاری قدیمی‌تر متشکل از مسیرهای ترکیبی زمینی و دریایی، مانند مسیرهای تجارت ادویه که از خلیج فارس، دریای سرخ و کاروان‌ها برای رسیدن به شرق مدیترانه استفاده می‌کردند را به چالش بکشند. در ابتدا، حکومت پرتغالی‌ها در جنوب شرقی آفریقا، عمدتاً متمرکز بر نوار ساحلی با مرکزیت در مومباسا بود. پرتغالی‌ها، با سفرهایی که توسط واسکو داگاما، فرانسیسکو د آلمیدا و آفونسو د. آلبوکرکی هدایت می‌شدند، تا سال ۱۵۱۵ بر بسیاری از سواحل جنوب شرقی آفریقا، از جمله سوفالا و کیلوا تسلط یافتند.
پرتغالی‌ها توانستند بین سال‌های ۱۵۰۰ تا ۱۷۰۰، بخش زیادی از تجارت ساحلی را از اعراب بگیرند، اما با تصرف پایگاه کلیدی پرتغال در قلعه عیسی در جزیره مومباسا (که اکنون در کنیا است) توسط حاکم عمانی، سیف بن سلطان، در سال ۱۶۹۸ توسط اعراب، پرتغالی‌ها به سمت جنوب عقب‌نشینی کردند.
حاکم عمان، سعید بن سلطان (۱۸۰۶–۱۸۵۶)، دربار خود را از مسقط به استون تاون در جزیره اونگوجا (یعنی جزیره زنگبار) منتقل کرد. او یک گروه نخبه از حاکمان عرب را بوجود آورد و توسعه مزارع میخک را با استفاده از نیروی کار بردگان جزیره تشویق کرد. عمان به عنوان یک قدرت تجاری منطقه‌ای در قرن نوزدهم، جزیره زنگبار و منطقه زنگ در سواحل جنوب شرقی آفریقا، از جمله مومباسا و دارالسلام را در اختیار داشت.
وقتی سعید بن سلطان در سال ۱۸۵۶ درگذشت، پسرانش بر سر جانشینی با هم اختلاف پیدا کردند. در نتیجه این کشمکشها، این امپراتوری در سال ۱۸۶۱ به دو امیرنشین جداگانه تقسیم شد: سلطان‌نشین زنگبار و منطقه «مسقط و عمان».
تا سال ۱۸۸۴، سلاطین زنگبار، بخش قابل توجهی از ساحل سواحیلی، معروف به زنگ، را کنترل می‌کردند. با این حال در آن سال، انجمن استعمار آلمان، روسای محلی در سرزمین اصلی را مجبور به پذیرش حمایت از آلمان کرد و این امر باعث اعتراض سلطان برگش بن سعید شد. همزمان با کنفرانس برلین و تلاش برای آفریقا، علاقه بیشتر آلمان به این منطقه در سال ۱۸۸۵ و با ورود شرکت تازه تأسیس آلمان شرق آفریقا که مأموریت استعمار این منطقه را داشت، آشکار شد.
در سال ۱۸۸۶، بریتانیایی‌ها و آلمانی‌ها مخفیانه با هم ملاقات کردند و اهداف خود را برای گسترش در دریاچه‌های بزرگ آفریقا مورد بحث قرار دادند. حوزه‌های نفوذ از سال قبل مورد توافق قرار گرفته بود، به این صورت که بریتانیایی‌ها منطقه‌ای را که بعدها به عنوان تحت‌الحمایه شرق آفریقا (کنیا فعلی) شناخته شد و آلمانی‌ها تانزانیای امروزی را تصرف کنند. هر دو قدرت، قلمرو ساحلی را از زنگبار اجاره کردند و ایستگاه‌های تجاری و پایگاه‌های مرزی تأسیس کردند. در طول چند سال بعد، تمام متصرفات سرزمین اصلی زنگبار، توسط قدرت‌های امپراتوری اروپایی اداره می‌شد و این امر از سال ۱۸۸۸ و از زمانی که شرکت امپراتوری بریتانیا در شرق آفریقا اداره مومباسا را به دست گرفت آغاز شد.
در همان سال، شرکت آفریقای شرقی آلمان، حاکمیت مستقیم و رسمی بر منطقه ساحلی ای را که قبلاً تحت الحمایه آلمان بود به دست گرفت. این منجر به یک قیام بومی، شورش ابوشیری، شد که توسط نیروی دریایی کایزرلیچه سرکوب شد و پایان نفوذ زنگبار بر سرزمین اصلی را اعلام کرد.
با امضای پیمان هلیگولند-زنگبار بین بریتانیا و امپراتوری آلمان در سال ۱۸۹۰، زنگبار خود به یک منطقه تحت‌الحمایه بریتانیا تبدیل شد. در اوت ۱۸۹۶، پس از مرگ سلطان حمد بن ثوینی، بریتانیا و زنگبار، درگیر یک جنگ ۳۸ دقیقه‌ای شدند که کوتاه‌ترین جنگ ثبت‌شده در تاریخ است. با به قدرت رسیدن خالد بن برغش، پسرعموی سلطان، کشمکشی بر سر جانشینی درگرفت. بریتانیایی‌ها می‌خواستند که حمود بن محمد سلطان شود، زیرا معتقد بودند که کار کردن با او بسیار آسان‌تر خواهد بود. بریتانیایی‌ها یک ساعت به خالد فرصت دادند تا کاخ سلطان در استون تاون را تخلیه کند. خالد نتوانست این کار را انجام دهد و در عوض، ارتشی متشکل از ۲۸۰۰ نفر را برای جنگ با بریتانیایی‌ها گرد آورد. بریتانیایی‌ها به کاخ و دیگر نقاط اطراف شهر حمله کردند و پس از آن خالد عقب‌نشینی کرد و بعداً به تبعید رفت. سپس حمود به‌طور مسالمت‌آمیز به عنوان سلطان منصوب شد.
در سال ۱۸۸۶، دولت بریتانیا ویلیام مکینان را که از قبل با سلطان توافق‌نامه‌ای داشت و شرکت کشتیرانی او به‌طور گسترده در دریاچه‌های بزرگ آفریقا تجارت می‌کرد، تشویق کرد تا نفوذ بریتانیا را در منطقه افزایش دهد. او انجمن بریتانیای شرق آفریقا را تشکیل داد که منجر به تأسیس شرکت امپراتوری بریتانیای شرق آفریقا در سال ۱۸۸۸ و اعطای مجوز اولیه برای اداره این منطقه شد. این شرکت، در حدود ۲۴۰ کیلومتر (۱۵۰ مایل) از خط ساحلی ای را که از رودخانه جوبا از طریق مومباسا تا آفریقای شرقی آلمان امتداد داشت و از سلطان اجاره شده بود، اداره می‌کرد. با این حال، این شرکت دچار شکست شد و در ۱ ژوئیه ۱۸۹۵، دولت بریتانیا، این منطقه را یک کشور تحت‌الحمایه، یعنی تحت‌الحمایه شرق آفریقا، اعلام کرد و اداره آن، به وزارت امور خارجه منتقل شد.
در سال ۱۸۹۱، پس از آنکه مشخص شد که شرکت آلمانی شرق آفریقا نمی‌تواند قلمرو خود را اداره کند، آن را به دولت آلمان فروخت و دولت آلمان مستقیماً بر شرق آفریقا حکومت کرد. در طول جنگ جهانی اول، شرق آفریقا که تحت اشغال آلمان بود، به تدریج توسط نیروهای امپراتوری بریتانیا و کنگوی بلژیک در طول لشکرکشی شرق آفریقا اشغال شد، اگرچه مقاومت آلمان تا سال ۱۹۱۸ ادامه یافت. پس از این، جامعه ملل کنترل این منطقه را به بریتانیا سپرد و آن را «تانگانیکا» نامید. بریتانیا تا پایان جنگ جهانی دوم، تانگانیکا را تحت عنوان قیمومت جامعه ملل در اختیار گرفت و سپس، آنرا به عنوان سرزمین تحت قیمومیت سازمان ملل متحد در اختیار داشت.
در ۲۳ ژوئیه ۱۹۲۰، مناطق داخلی تحت‌الحمایه شرق آفریقا، با حکم شورایی، به عنوان مستعمرات، به بریتانیا ضمیمه شدند. آن بخش از تحت‌الحمایه سابق، به این ترتیب و به عنوان مستعمره کنیا بوجود آمد و از آن زمان ببعد، سلطان زنگبار، دیگر بر آن سرزمین حاکمیت نداشت. ۱۶ کیلومتر (۱۰ مایل) باقی مانده نوار ساحلی (به استثنای ویتو)، برطبق توافقی با سلطان زنگبار، همچنان تحت الحمایه باقی ماند. آن قسمت از نوار ساحلی که تحت حاکمیت سلطان زنگبار باقی ماند، در سال ۱۹۲۰، به عنوان تحت‌الحمایه کنیا تشکیل شد
در سال ۱۹۶۱، تانگانیکا با نام تانگانیکا، از بریتانیا استقلال پیدا کرد و به کشورهای مشترک‌المنافع پیوست. یک سال بعد نیز به جمهوری تبدیل شد.
مستعمره کنیا در سال ۱۹۶۳ به پایان رسید و این زمانی بود که برای اولین بار، یک دولت با اکثریت قومی کنیایی انتخاب شد و در نهایت، استقلال خود را اعلام کرد.
در ۱۰ دسامبر ۱۹۶۳، بریتانیا به قیمومیت زنگبار که از سال ۱۸۹۰ وجود داشت، پایان داد. بریتانیا به زنگبار استقلال نداد، زیرا بریتانیا هرگز حاکمیتی بر زنگبار نداشت. بلکه، برطبق معاهده سال ۱۹۶۳ زنگبار-بریتانیا، بریتانیا به تحت‌الحمایه بودن زنگبار پایان داد و زمینه را برای خودمختاری کامل زنگبار، به عنوان یک کشور مستقل، در چارچوب کشورهای مشترک‌المنافع فراهم کرد. پس از لغو حکومت تحت الحمایه ای، زنگبار به یک سلطنت مشروطه، در چارچوب کشورهای مشترک المنافع تحت نظر سلطان تبدیل شد. سلطان جمشید بن عبدالله، یک ماه بعد در جریان انقلاب زنگبار سرنگون شد. جمشید به تبعید گریخت و جمهوری خلق زنگبار جایگزین سلطنت شد. در آوریل ۱۹۶۴، موجودیت این جمهوری سوسیالیستی، با اتحاد آن با تانگانیکا و تشکیل جمهوری متحد تانگانیکا و زنگبار که شش ماه بعد به تانزانیا معروف شد، پایان یافت.

## تجارت اقیانوس هند
تجارت در امتداد ساحل جنوب شرقی آفریقا، از اوایل قرن اول میلادی آغاز شد. کشاورزان بانتو، که اولین مهاجران این منطقه محسوب می‌شوند، جوامعی را در امتداد ساحل بنا نهادند. این کشاورزان، سرانجام تجارت با بازرگانانی از جنوب شرقی آسیا، جنوب عربستان و گاهی روم و یونان را آغاز کردند. ظهور دولت-شهرهای ساحلی سواحیلی را، می‌توان تا حد زیادی به مشارکت گسترده این منطقه، در یک شبکه تجاری که اقیانوس هند را در بر می‌گرفت، نسبت داد. شبکه تجاری اقیانوس هند، به شبکه جاده ابریشم تشبیه شده است، که در آن بسیاری از مقاصد، از طریق تجارت به هم مرتبط می‌شوند. ادعا شده است که شبکه تجاری اقیانوس هند، در مقایسه با جاده ابریشم، افراد بیشتری را به هم متصل می‌کرده است. سواحل سواحیلی، عمدتاً محصولات خام مانند چوب، عاج، پوست حیوانات، ادویه‌جات و طلا صادر می‌کرد. محصولات نهایی، از شرق آسیا، مانند ابریشم و چینی از چین، ادویه و پنبه از هند و فلفل سیاه از سریلانکا وارد می‌شدند. برخی دیگر از واردات دریافتی از آسیا و اروپا، شامل پنبه، ابریشم، پشم، مهره‌های شیشه‌ای و سنگی، سیم فلزی، جواهرات، چوب صندل، لوازم آرایش، عطر، سرمه، برنج، ادویه، قهوه، چای، سایر غذاها و طعم‌دهنده‌ها، چوب ساج، اتصالات آهنی و برنجی، پارچه بادبان، سفال، چینی، نقره، برنج، شیشه، کاغذ، رنگ، جوهر، چوب منبت‌کاری شده، کتاب، صندوقچه‌های منبت‌کاری شده، اسلحه، مهمات، باروت، شمشیر و خنجر، طلا، نقره، برنج، برنز، متخصصان مذهبی و صنعتگران هستند. مکان‌های دیگری که با سواحل سواحیلی تجارت می‌کردند، شامل مصر، یونان، روم، آشور، سومر، فنیقیه، عربستان، سومالی و ایران بودند. تجارت در این منطقه در طول دوره صلح مغولی، به دلیل ارزان‌تر بودن تجارت زمینی در آن دوره کاهش یافت، با این حال، تجارت با کشتی این مزیت را داشت که کالاهایی که با آنها حمل می‌شدند، به صورت عمده بودند، به این معنی که می‌توانستند در بازار و به‌طور انبوه در دسترس باشند. بسیاری از گروه‌های قومی مختلف، در شبکه تجاری اقیانوس هند مشارکت داشتند، با این حال، به ویژه در بخش غربی اقیانوس هند و از جمله سواحل سواحیلی، بازرگانان مسلمان، به دلیل توانایی خود در تأمین مالی ساخت کشتی‌ها، بر تجارت تسلط داشتند. بادهای موسمی سالانه، کشتی‌ها را از سواحل سواحیلی به شرق اقیانوس هند و برعکس حمل می‌کردند. این بادهای سالانه، کاتالیزور تجارت در منطقه بودند، زیرا ریسک مرتبط با دریانوردی را کاهش می‌دادند و آن را قابل پیش‌بینی می‌کردند. بادهای موسمی با حرکت به سمت جنوب در امتداد سواحل آفریقا، قدرت و اطمینان کمتری داشتند و در نتیجه، سکونتگاه‌ها در جنوب کوچک‌تر و کمتر بودند. تجارت با اختراع بادبان‌های بادبانی که به بازرگانان اجازه می‌دادند جدا از بادهای موسمی سفر کنند، بیشتر تشویق شد. شواهد تجارت در اقیانوس هند، شامل وجود خرده سفال‌ها در مکان‌های باستانی ساحلی است که می‌توان رد آنها را تا چین و هند ردیابی کرد.

## تجارت برده
تخمین زده شده است که بین سال‌های ۱۴۵۰ تا ۱۹۰۰ میلادی، حدود ۱۷ میلیون نفر از اروپا، آفریقا و آسیا به بردگی فروخته شدند و توسط تاجران برده آسیایی، از طریق دریای مدیترانه، جاده ابریشم، اقیانوس هند، دریای سرخ و صحرای بزرگ آفریقا به نقاط دوردست منتقل شدند. ممکن است تا ۵ میلیون نفر از این تعداد از آفریقا آمده باشند، هرچند که بیشتر آنها از غرب آفریقا بوده‌اند و نه از شرق آفریقا. قبل از قرن هجدهم، تجارت برده، در سواحل جنوب شرقی آفریقا نسبتاً جزئی بود. زنان و کودکان ترجیح داده می‌شدند، زیرا نقش اصلی بردگان در جهان آسیا، خدمتکاران خانگی و صیغه‌ها بود. بیشتر بردگان در خانوارهای سواحیلی جذب می‌شدند. فرزندان کنیزان برده، بدون هیچ تمایزی، به عنوان اعضای آزاد تبار پدرشان متولد می‌شدند و آزادی بردگان، عملی رایج و نشانه‌ای از تقوا برای مسلمانان مسن بود. مجموعه‌ای از قیام‌های بردگان، در بین سال‌های ۸۶۹ تا ۸۸۳ میلادی در بصره، شهری در عراق امروزی، رخ داد که از آن به عنوان شورش زنج یاد می‌شود. احتمالاً بردگان زنج، از مناطق جنوبی‌تر جنوب شرقی آفریقا منتقل شده بودند. این قیام به بیش از ۵۰۰۰۰۰ برده و همچنین مرد آزاد گسترش یافت که در کارهای طاقت‌فرسای کشاورزی مورد استفاده قرار می‌گرفتند. شورش زنج، یک جنگ چریکی بود که توسط بردگان علیه عباسیان به راه افتاد. این قیام ۱۴ سال طول کشید. بردگان با تعدادی بیش از ۱۵۰۰۰ نفر به شهرها حمله می‌کردند، بردگان را آزاد می‌کردند و سلاح و غذا به غنیمت می‌گرفتند. این شورش‌ها، تسلط عباسیان بر بردگان را تا حد زیادی بی‌ثبات کرد. در جریان شورش، بردگان تحت رهبری علی بن محمد، بصره را تصرف کردند و حتی تهدید کردند که به پایتخت، بغداد، حمله خواهند کرد. اکثریت قریب به اتفاق شورشیان برده، سیاه‌پوستان آفریقایی بودند و شورش‌های زنگی در عراق در قرن نهم، یکی از بهترین شواهد فروش تعداد زیادی از مردم به بردگی از جنوب شرقی آفریقا است. در نتیجه این قیام، خلافت عباسی تا حد زیادی واردات گسترده برده از جنوب شرقی آفریقا را متوقف کرد.

## سکه‌ها
در سواحل سواحیلی، ضرب سکه را می‌توان با افزایش تجارت در اقیانوس هند مرتبط دانست. قدیمی‌ترین سکه‌ها، شباهت‌های زیادی به سکه‌های سند دارند. برخی تخمین می‌زنند که سکه‌ها از اواسط قرن نهم تا پایان قرن پانزدهم میلادی در سواحل سواحیلی ضرب می‌شدند. ساخت سکه نسبتاً دیر به این منطقه رسید و بسیاری از فرهنگ‌های دیگر، چندین قرن زودتر شروع به ساخت سکه کردند. سوابق باستان‌شناسی از استفاده از سکه‌های خارجی در این منطقه وجود دارد، اما تعداد کمی سکه با منشأ خارجی از حفاری‌ها به دست آمده است. پیش از این، اعتقاد بر این بود که سکه‌های سواحل سواحیلی منشأ ایرانی دارند، اما اکنون مشخص شده است که اینها در واقع سکه‌های بومی هستند. سکه‌های یافت‌شده در ساحل، فقط نوشته‌هایی به زبان عربی دارند و نه به زبان سواحیلی. سکه‌های این منطقه را می‌توان به پنج دسته تقسیم کرد: نقره شانگا، نقره تانزانیا، مس کیلوا، طلای کیلوا و مس زنگبار. نقره به صورت محلی در سواحل سواحیلی یافت نمی‌شود، بنابراین این فلز باید وارد می‌شد.

## جزایر ساحلی
جزایر زیادی در نزدیکی ساحل سواحیلی وجود دارد، از جمله زنگبار، کیلوا، مافیا و لامو، علاوه بر کومور که در دوردست قرار دارد و گاهی اوقات بخشی از ساحل سواحیلی محسوب می‌شود. تعدادی از این جزایر از جمله زنگبار و کیلوا، از طریق تجارت بسیار قدرتمند شدند. پیش از آنکه این جزایر به مراکز تجاری تبدیل شوند، احتمالاً منابع فراوان محلی برای ساکنان جزایر بسیار مهم بوده است. این منابع شامل جنگل‌های حرا، ماهیگیری و سخت‌پوستان می‌شود. درختان حرا، از اهمیت بالایی برخوردار بودند زیرا چوب قایق‌ها را تأمین می‌کردند. با این حال، کاوش‌های باستان‌شناسی نشان می‌دهد که فرهنگ مردم سواحیلی که در این جزایر زندگی می‌کردند، از همان ابتدا با تجارت و محیط دریایی اطرافشان سازگار شده بود.

## کیلوا
اگرچه امروزه کیلوا ویرانه است، اما از نظر تاریخی، یکی از قدرتمندترین دولت‌شهرها در سواحل سواحیلی بوده است. یکی از صادرات اصلی در امتداد ساحل سواحیلی طلا بود و در قرن سیزدهم، شهر کیلواT کنترل تجارت طلا را از بنادیر در سومالی امروزی به دست گرفت. تا اواسط قرن چهاردهم، سلطان کیلوا توانست قدرت خود را بر چندین ایالت شهری دیگر اعمال کند. کیلوا برای طلایی که از زیمبابوه به شمال حمل می‌شد و در بندر کیلوا توقف می‌کرد، عوارض گمرکی وضع می‌کرد. در قلعه بزرگ یا قلعه حسنی کبوا در کیلوا، شواهدی از باغ‌ها، استخر و فعالیت‌های تجاری وجود دارد. این قلعه به عنوان کاخ و محلی برای نگهداری کالاهای تجاری مورد استفاده قرار می‌گرفت و توسط سلطان حسن بن سلیمان ساخته شده بود. این قلعه شامل یک حیاط عمومی و یک فضای خصوصی است. به دلیل معماری پیچیده موجود در کیلوا، ابن بطوطه، جهانگرد مراکشی، این شهر را «یکی از زیباترین شهرهای جهان» توصیف کرد. اگرچه کیلوا قرن‌ها محل تجارت بوده است، اما ثروت این شهر و کنترل آن بر تجارت طلا، پرتغالی‌هایی را که در جستجوی طلا بودند، به خود جذب کرد. در طول دوره سلطه پرتغالی‌ها، تجارت در کیلوا اساساً متوقف شد.

## زنگبار
امروزه، زنگبار یک منطقه نیمه خودمختار در تانزانیا است که از مجمع الجزایر زنگبار تشکیل شده است. این مجمع‌الجزایر، ۲۵ تا ۵۰ کیلومتر (۱۶ تا ۳۱ مایل) طول دارد. صنایع اصلی آن گردشگری، تولید ادویه‌هایی مانند میخک، جوز هندی، دارچین، فلفل سیاه و درختان نخل رافیا است. در سال ۱۶۹۸، پس از آنکه سلطان سیف بن سلطان، پرتغالی‌ها را در مومباسا شکست داد، زنگبار بخشی از سلطنت عمان شد. در سال ۱۸۳۲، سلطان عمان پایتخت خود را از مسقط به استون تاون، شهر اصلی مجمع‌الجزایر زنگبار، منتقل کرد. او ایجاد مزارع میخک و همچنین اسکان بازرگانان هندی را تشویق کرد. تا سال ۱۸۹۰، سلاطین زنگبار بخشی از ساحل سواحیلی معروف به زنگ را که شامل مومباسا و دارالسلام می‌شد، کنترل می‌کردند. در پایان قرن نوزدهم، امپراتوری‌های بریتانیا و آلمان، زنگبار را به حوزه نفوذ خود درآوردند.

## فرهنگ
فرهنگ سواحل سواحیلی، ویژگی‌های منحصر به فردی داشت که از تنوع بنیانگذاران آن ناشی می‌شد. ساحل سواحیلی اساساً یک تمدن شهری بود که حول فعالیت‌های تجاری می‌چرخید. تعداد کمی از افراد در ساحل سواحیلی ثروتمند بودند و طبقه حاکم و نخبه را تشکیل می‌دادند. این خانواده‌های نخبه با ایجاد یک تبار مسلمانی، پذیرش اسلام، تأمین مالی مساجد در منطقه، تشویق تجارت و رعایت انزوای زنان، در شکل‌گیری زندگی شهری سواحیلی نقش مهمی داشتند. اکثر مردم ساحل سواحیلی کمتر ثروتمند بودند و به مشاغلی مانند کارمندی، صنعتگری، ملوانی و صنعتگری مشغول بودند. فرهنگ سواحیلی عمدتاً از نظر مذهبی اسلامی است. سوابق باستان‌شناسی نشان داده است که مساجد در شهرهای سواحیلی، در اوایل قرن هشتم میلادی ساخته شده‌اند. گورستان‌های مسلمانان با قدمت مشابه نیز کشف شده‌اند. با وجود اینکه اکثریت جمعیت مسلمان بودند، فرهنگ آنها کاملاً آفریقایی بود، همان‌طور که از زبان سواحیلی مورد استفاده مشخص است. این زبان عمدتاً آفریقایی بود و با کلمات عربی و فارسی فراوان مشخص می‌شد. صرف نظر از وضعیت اقتصادی‌شان، سواحیلی‌ها تفاوت آشکاری بین خود و مردم داخل قاره که آنها را بی‌فرهنگ می‌دانستند، قائل بودند. برای نخبگان، این تمایز در فروش آفریقایی‌های جوامع همسایه و غیرمسلمان به بردگی اهمیت داشت. ماهی و صدف به دلیل نزدیکی و وابستگی به ساحل، در غذای ساحل سواحیلی رایج است. علاوه بر این، نارگیل و بسیاری از ادویه‌های مختلف و همچنین میوه‌های گرمسیری نیز، اغلب استفاده می‌شوند. تأثیر عربی را می‌توان در فنجان‌های کوچک قهوه‌ای که در این منطقه موجود است و گوشت‌های شیرینی که می‌توان چشید، مشاهده کرد. تأثیر اعراب همچنین در زبان سواحیلی، معماری و طراحی قایق و غذا، همان‌طور که در بالا ذکر شد، دیده می‌شود.

## زبان
سواحیلی زبان میانجی جنوب شرقی آفریقا و زبان ملی کنیا و تانزانیا است و علاوه بر این، یکی از زبان‌های اتحادیه آفریقا نیز می‌باشد. تخمین تعداد گویش وران این زبان، بسیار متفاوت است، اما معمولاً حدود ۵۰، ۸۰ و ۱۰۰ میلیون نفر تخمین زده می‌شود. سواحیلی یک زبان بانتو است که به شدت تحت تأثیر زبان عربی قرار گرفته است و کلمه «سواحیلی»، خود از کلمه عربی «ساحل» به معنای «ساحل» گرفته شده است؛ «سواحیلی» به معنای «مردم ساحل» است. برخی معتقدند که سواحیلی یک زبان کاملاً بانتو است و تنها چند کلمه عربی از آن گرفته شده است، در حالی که برخی دیگر معتقدند که بانتو و عربی، با هم ترکیب شده و سواحیلی را تشکیل داده‌اند. این فرضیه مطرح شده است که علاوه بر تعاملات عمومی، ازدواج بین بومیان و اعراب نیز به اختلاط زبان‌ها کمک کرده است. به احتمال زیاد، زبان سواحیلی قبل از تماس با اعراب به نوعی وجود داشته اما پس از آن، به شدت تحت تأثیر قرار گرفته است. نحو سواحیلی بسیار شبیه به سایر زبان‌های بانتو است، زیرا مانند سایر زبان‌های بانتو، سواحیلی پنج مصوت دارد (a, e، i, o، u).

## دین
دین اصلی ساحل سواحیلی اسلام است. در ابتدا، مسلمانان غیرمتعارف که از آزار و اذیت در سرزمین‌های خود گریخته بودند، ممکن است در این منطقه ساکن شده باشند، اما احتمالاً این دین از طریق بازرگانان عرب رواج یافته است. اکثر مسلمانان در ساحل سواحیلی سنی هستند، اما بسیاری از مردم سنت‌های غیراسلامی را ادامه می‌دهند. برای مثال، ارواحی که بیماری و بدبختی می‌آورند، آرام می‌شوند و افراد با اشیاء قیمتی دفن می‌شوند. علاوه بر این، به معلمان اسلام اجازه داده شده است که طبابت کنند؛ طبابت رسمی است که از ادیان قبیله‌ای محلی به ارث رسیده است. مردان از تعویذهای محافظ با آیات قرآن استفاده می‌کنند. مورخ پی. کرتیس دربارهٔ اسلام و سواحل سواحیلی گفت: «دین اسلام در نهایت، به یکی از عناصر اصلی هویت سواحیلی تبدیل شد.»

## معماری
قدیمی‌ترین مساجد شناخته‌شده در سواحل سواحیلی، از چوب ساخته شده‌اند و قدمت آنها به قرن نهم میلادی بازمی‌گردد. مساجد سواحیلی معمولاً کوچکتر از سایر نقاط جهان اسلام هستند و تزئینات کمی دارند. علاوه بر این، آنها معمولاً مناره یا حیاط داخلی ندارند. خانه‌های مسکونی، معمولاً از خشت و گل ساخته می‌شدند و عمدتاً یک طبقه بودند. اغلب آنها، دو اتاق دراز و باریک داشتند. مسکن، اغلب با قاب‌های در و پنجره‌های کنده‌کاری‌شده تزئین می‌شود. خانه‌های بزرگتر، گاهی اوقات باغ و باغچه دارند. خانه‌ها نزدیک به هم ساخته شدند که منجر به خیابان‌های باریک و پر پیچ و خم شد.